# Max, Indiana
Max är en icke inkorporerat stad i Jefferson Township, Boone County i delstaten Indiana, USA.